# Coscinia punctigera
Coscinia punctigera är en fjärilsart som beskrevs av Freyer 1834. Coscinia punctigera ingår i släktet Coscinia och familjen björnspinnare. Inga underarter finns listade i Catalogue of Life.